# Saitonia longicephala
Saitonia longicephala là một loài nhện trong họ Linyphiidae.
Loài này thuộc chi Saitonia. Saitonia longicephala được Kendo Saito miêu tả năm 1988.